# سیاه‌تلو
سیاه‌تَلو از درختان بومی ایران است.

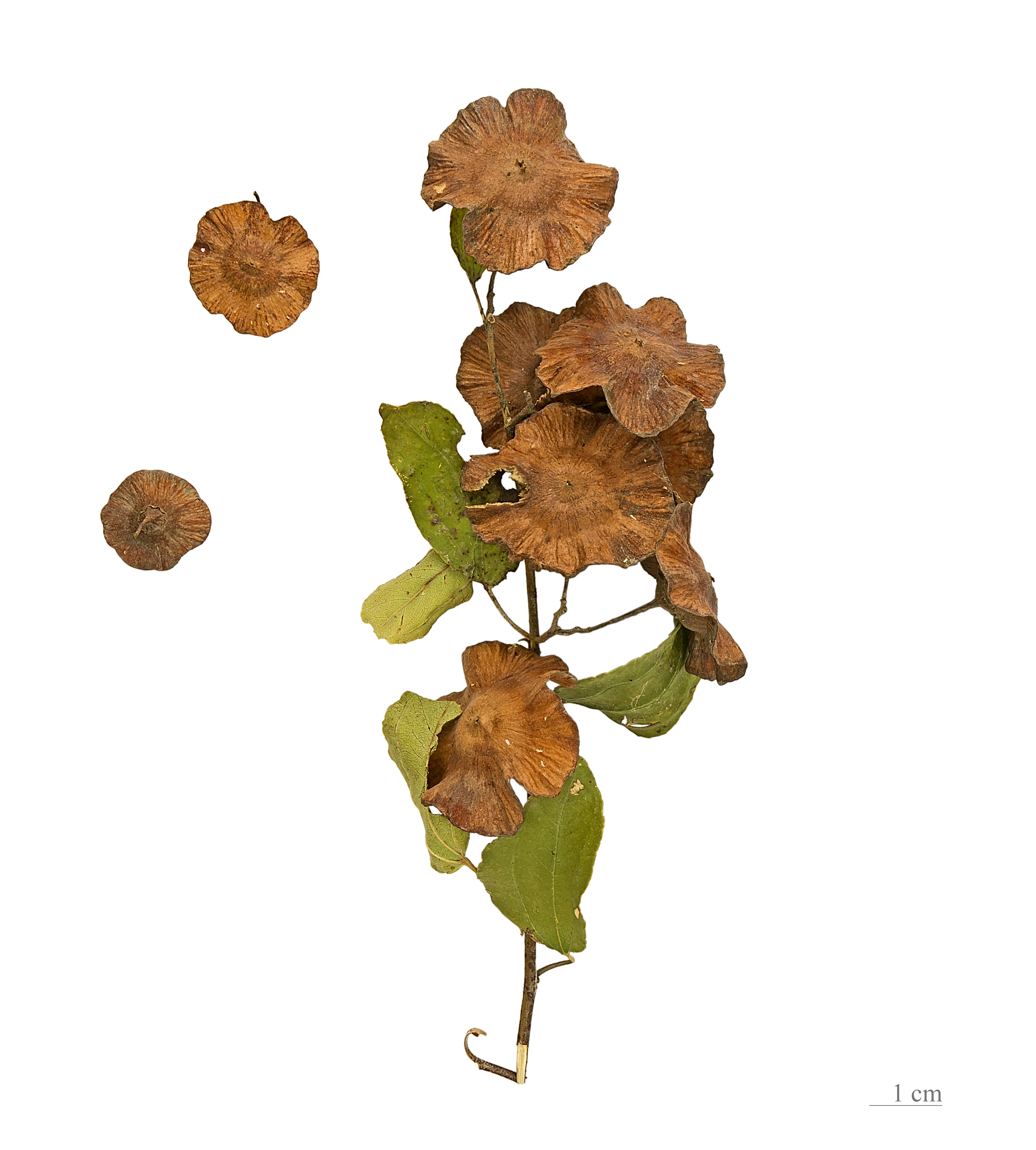
Paliurus spina-christi

سیاه تلو را در نور و گرگان «سیاه تلی» می‌نامند؛ در منطقه وسیعی از گیلان، «قره تیکان»، «بورتیکان»، «چنگل» صدایش می‌کنند، در طوالش آنرا به نام «سیه بور» و در درفک «یله بور»، در گرگان و مازندران «اسکم تلی»، در رودبار «گربه بور» می‌خوانند. در زبان عربی هم صامور، الشبه نامیده می‌شود.
در بعضی منابع روایت شده‌است که تاج خارداری که پیش از به صلیب (چلیپا) کشیدن بر سر عیسی گذاشته بودند از گیاه سیاه‌تلو بوده‌است. نام لاتین این گیاه (paliurus spina-christi) از همین روایات آمده‌است.

## ویژگی‌ها

#### مشخصات ظاهری
درختچه یا درختی است کوچک، خاردار و خزان کننده که بلندی سیاه‌تلو معمولاً ۲ تا ۳ متر هم می‌رسد. ساقه آن خاردار و منشعب است. خارها در کناره برگها یکی به صورت راست (قائم) و دیگری خمیده قرار گرفته‌اند. برگهای سیاه‌تلو بیضی شکل و نوک‌تیز با کناره‌های صاف هستند. در انتهای دُمبرگ زائده‌ای کوچک و برگ مانند به‌نام گوشوارک قرار دارد.
گلها زردرنگ و در گل‌آذین خوشه جای دارند و در بهار؛ از اواسط فروردین تا اواخر اردیبهشت می‌شکفند. میوه آن کروی‌شکل و به‌رنگ سبز مایل به زرد است که در پاییز قهوه‌ای می‌شوند. درون هر میوه یک دانه وجود دارد.

#### زیستگاه
بومی جنوب اروپا، شمال آفریقا و منطقه مدیترانه تا جنوب غربی آسیا، ایران، تاجیکستان و شمال چین است. در ایران از اَرَسباران و دامنه‌های جنگلی کوه‌های البرز تا گرگان و در آذربایجان و غرب کشور در کوه‌های زاگرس تا فارس می‌روید. . در بعضی نواحی نیز به عنوان زینت ویا به منظور جلوگیری از دخول چهارپایان در مزارع، در حاشیه این اماکن کاشته می‌شود.

#### روش تکثیر
از طریق بذر و قلمه تکثیر می‌شود.

## کاربردها
سیاه‌تلو را به‌صورت گیاه زینتی در باغها و گاهی برای پرچین (دیواره گیاهی) در حاشیه کشتزارها می‌کارند.

#### خواص درمانی
این گیاه از قدیم‌الایام مورد شناسایی مردم بوده و از آن تحت نام‌های rhamnos, paliurus استفاده‌های درمانی بعمل می‌آمده‌است. سابقاً به عنوان قابض، مقوی، مدر، ضد نزله مصرف می‌شده‌است. ریشه و برگ این گیاه جهت رفع بیماری‌های نزله و اسهال به کار می‌رفته‌است. میوه گیاه به‌طوری که در کتب علمی و داروئی جدید منعکس است دارای اثر مدر و دفع‌کننده اسید اوریک خون و اوره است؛ و از آن می‌توان جهت کاهش کلسترول خون نیز استفاده به عمل آورد. در رفع رسوبات اداری مؤثر واقع می‌شود. بعلاوه مصرف آن باعث پایین آمدن فشار خون می‌گردد. برای کاهش قند خون و دیابت مفید دانسته شده‌است.

## نگارخانه

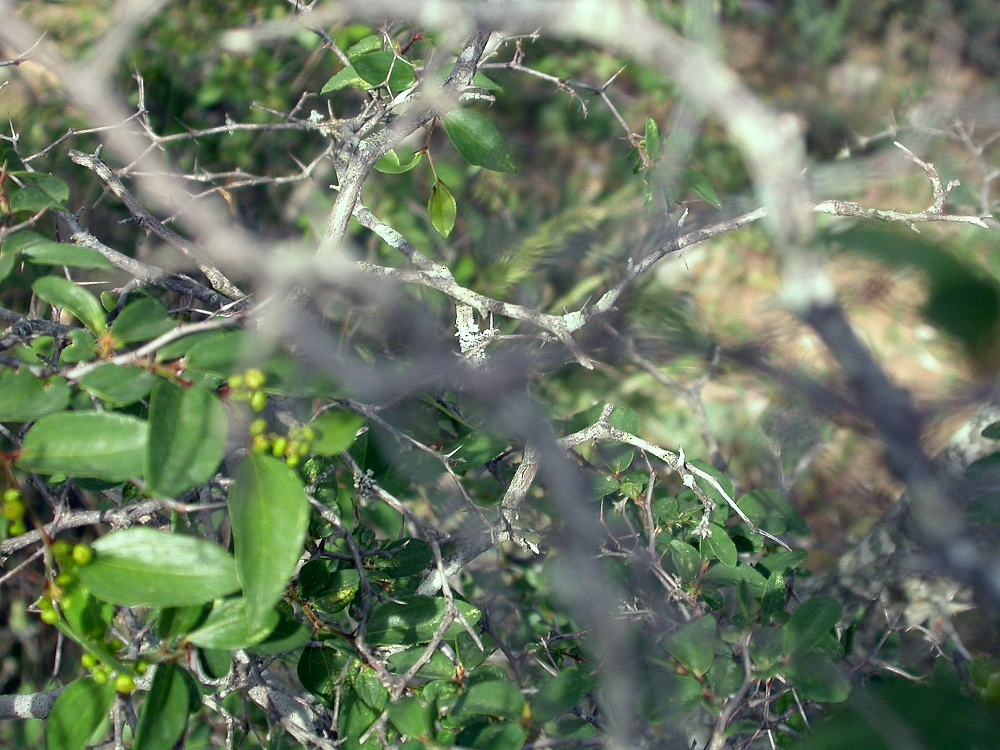
شاخه‌های خاردار
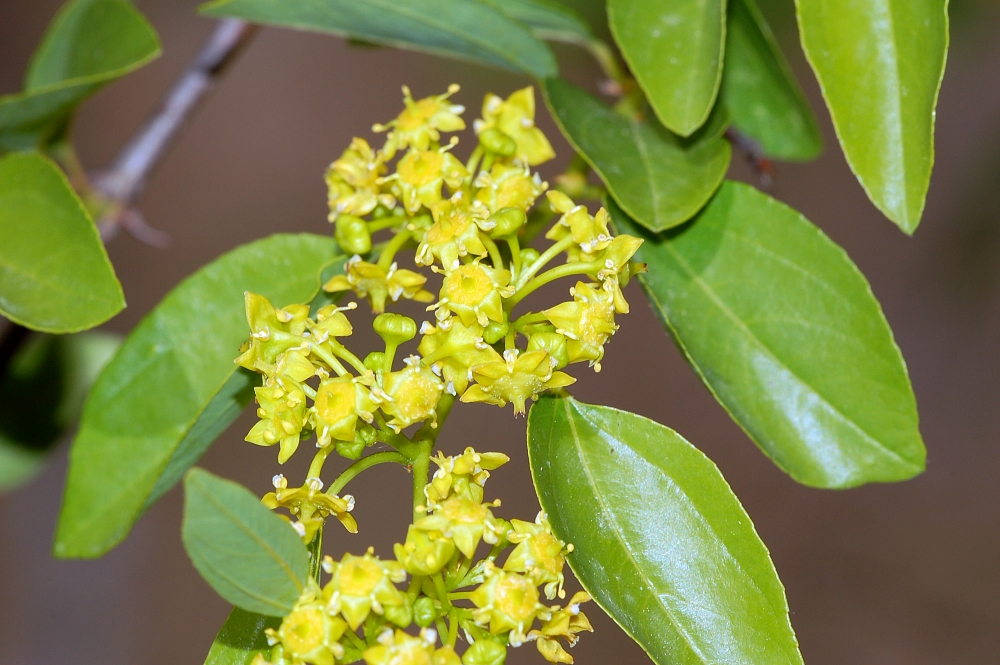
شکوفایی
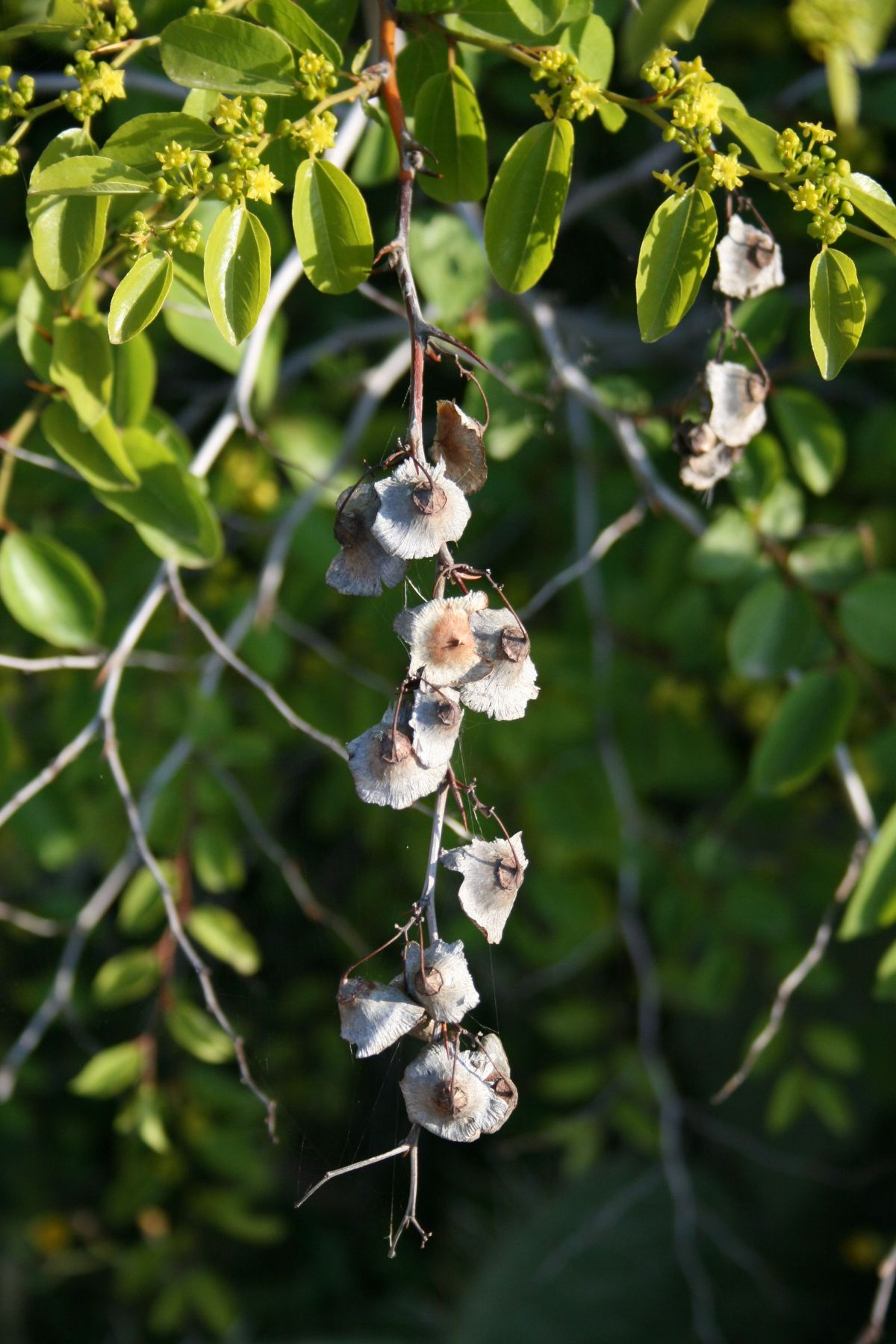
میوه‌های کال
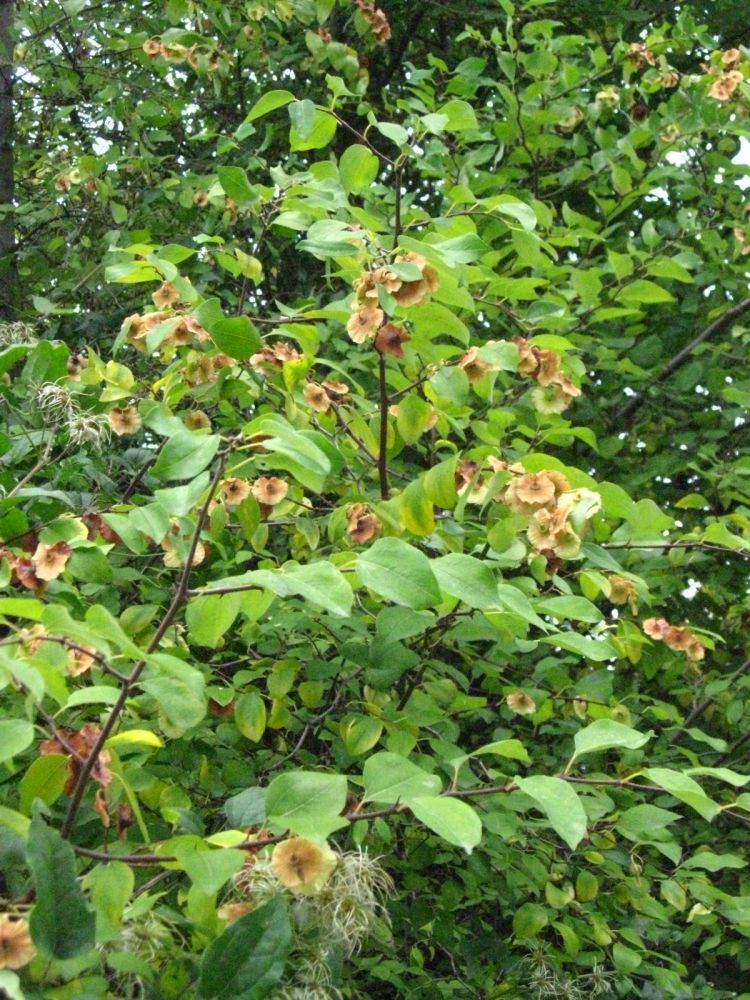
گیاه و میوه‌هایش
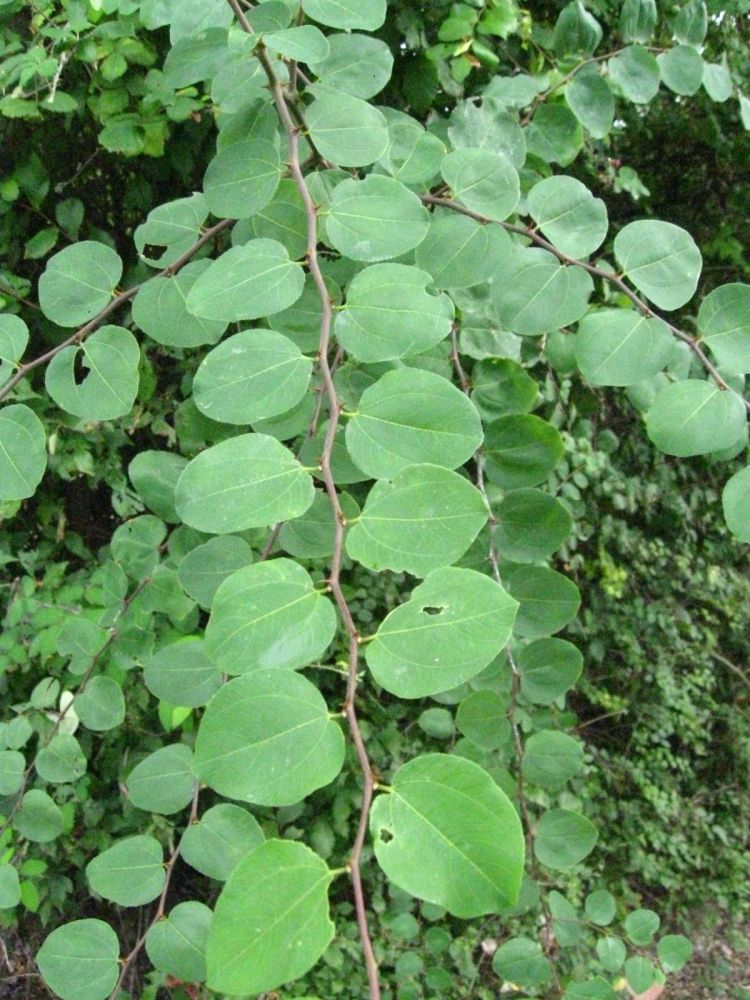
برگ‌ها